# Vingulmark

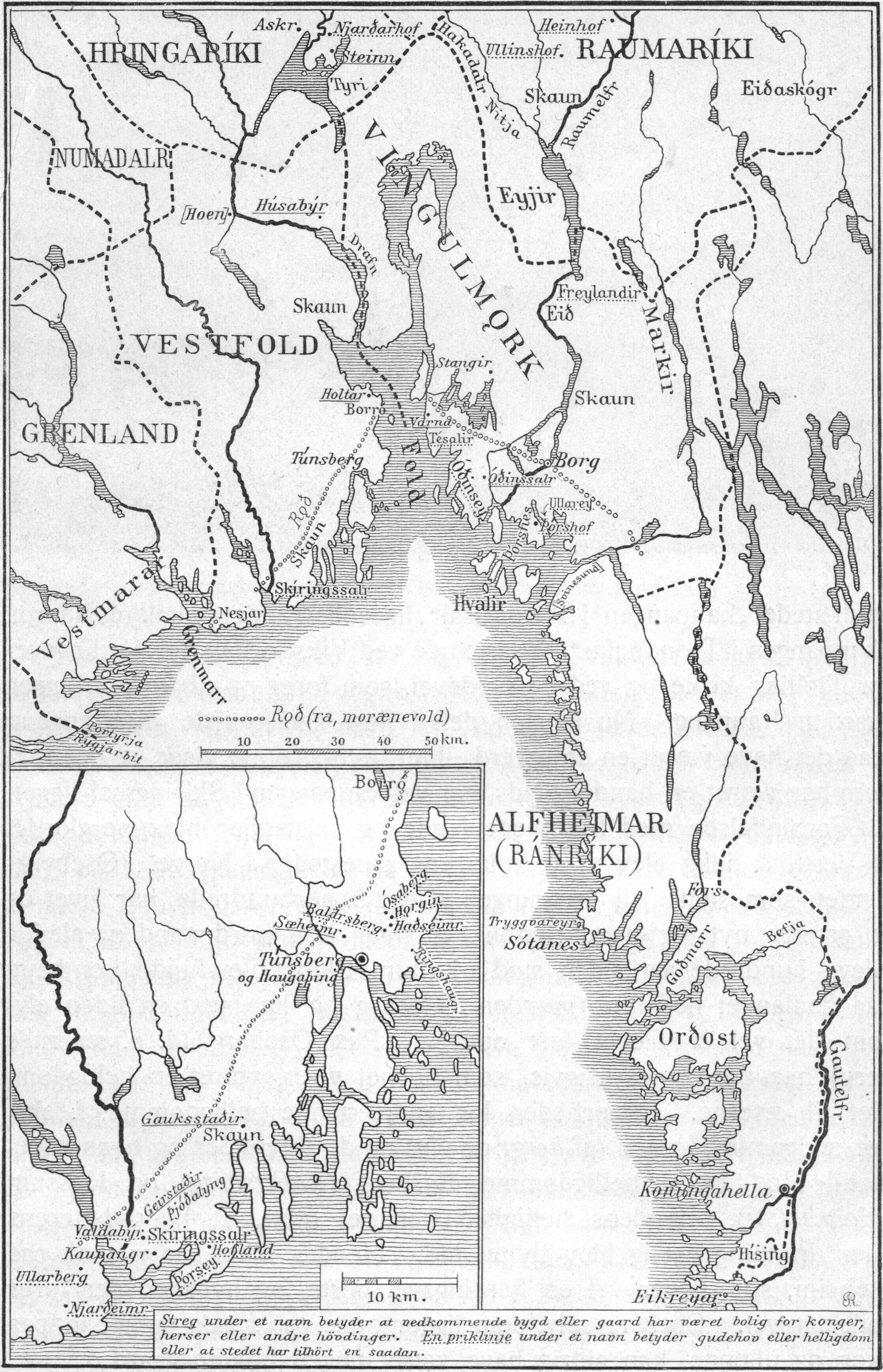
Carte de Vingulmörk et Vestfold

Vingulmark (vieux norrois Vingulmǫrk) est l'ancien nom de la région de Norvège qui comprend aujourd'hui les comtés d'Østfold, les parties occidentales d'Akershus (à l'exclusion de Romerike (en)) et les parties orientales de Buskerud (municipalités de Hurum et de Røyken), et comprend le site de la capitale norvégienne, Oslo. Au Moyen Âge, Vingulmark est un petit royaume administrant Oslo, Bærum et Asker (en).

## Étymologie
La forme nordique ancienne du nom est Vingulmǫrk. La première partie du nom, Vingul, est l'accusatif de Vingull, « fétuque » ou « fou ». Le dernier élément du nom, marque ou pluriel mǫrk, « forêt » ou « marche », c'est-à-dire la forêt de fétuques. Le Lexicon Poeticon et Völsa þáttr indiquent que « vingull » est le nom des organes génitaux d'un étalon.

## Histoire

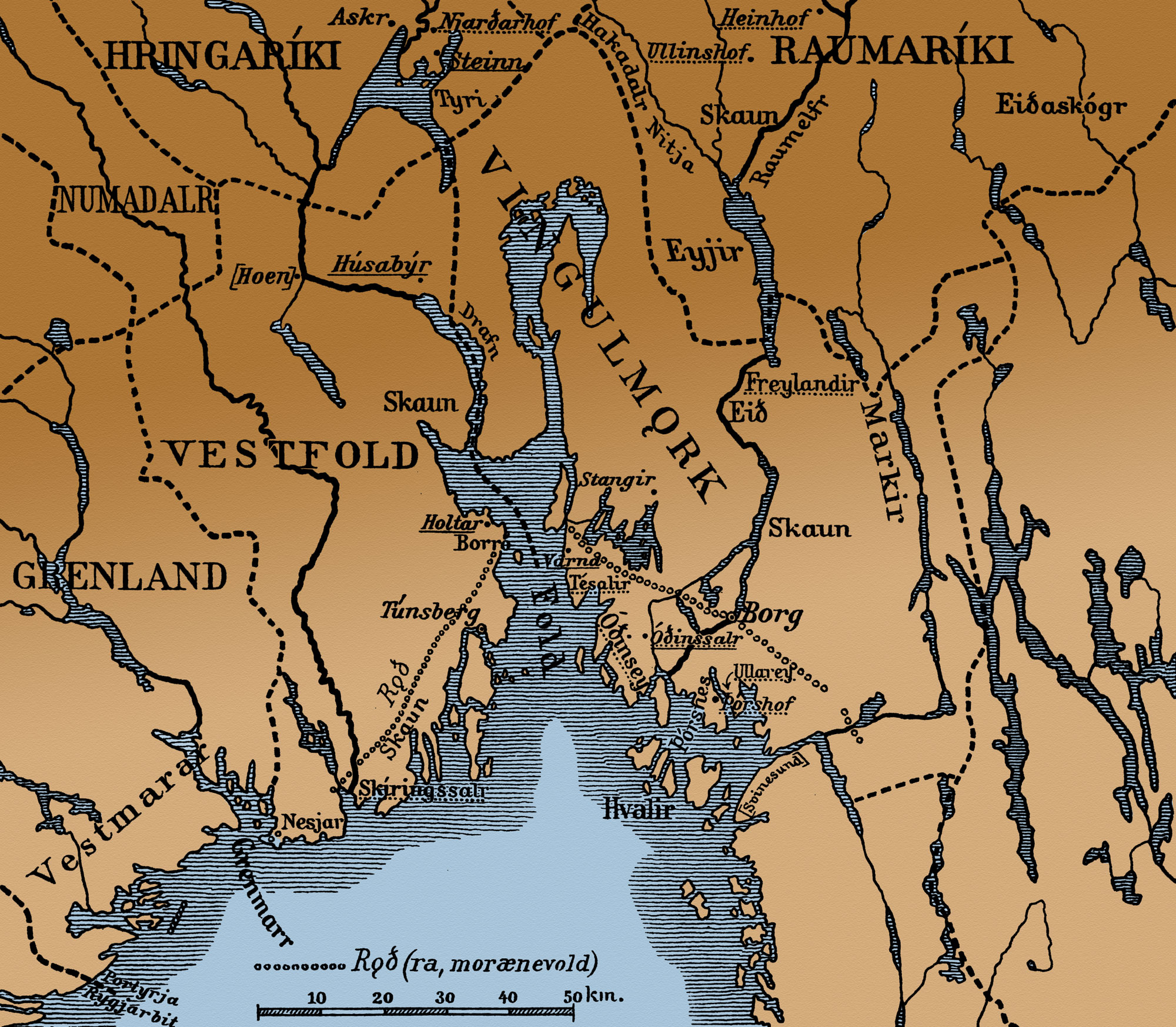
Carte du fjord d'Oslo durant le Moyen-Âge

Selon les sagas royales médiévales, le Vingulmark est un petit royaume de l'époque viking. Vingulmark est l'un des quatre petit royaume sous la juridiction de la Cour de justice, qui constituaient ensemble l'ancien paysage de Viken. Les archéologues ont découvert des sépultures richement dotées dans la zone autour de l'estuaire de la rivière Glomma, à Onsøy, Rolvsøy et Tune, où les restes d'un navire, le bateau de Tune, ont été retrouvés. Cela indique qu'il y avait un centre de pouvoir important dans cette zone.
L'histoire dynastique du Vingulmark est lié au petit royaume d'Alfheim dont il dépendrait par le premier roi connu du Vingulmark, Alfgeir. Le territoire est partagé par mariages et successions jusqu'à sa conquête en 840 par Halfdan III de Vestfold. Ni le vingulmark, ni Alfheim, ne regagnent leur indépendance et font ensuite partie des territoires principaux de la dynastie émergente des rois de Norvège. Le territoire devient alors un jarldom ou comté.
Il existe des indications selon lesquelles au moins la partie sud de cette région était sous domination danoise à la fin du IXe siècle. Dans le récit d'Ottar, rédigé à la cour du roi anglais Alfred le Grand, Ottar dit que lorsqu'il a navigué vers le sud depuis Skiringssal, il avait le Danemark à bâbord pendant trois jours. Cela inclurait des parties de Vingulmark.
Snorri Sturluson écrit dans Heimskringla et Fagrskinna que le roi Harald Fairhair a hérité d'une partie du Vingulmark de son père Halfdan III de Vestfold. Le roi Harald a vaincu le roi Gandalf Alfgeirsson (en), qui détenait auparavant la moitié du Vingulmark. Snorri Sturluson raconte dans Heimskringla que la région était également revendiquée par le roi suédois Erik Emundsson . Les Norvégiens envahirent le Götaland pour défendre leurs revendications,.

## Rois légendaires
Les sagas citent plusieurs rois plus ou moins légendaires comme dirigeants de Vingulmark :
- Gudrød le chasseur, moitié de Vingulmark
- Alfgeir (vieux norrois : Álfgeir )
- Gandalf Alfgeirsson (en)
- Halfdan le Noir
- Olaf Haraldsson
- Tryggve Olafsson
- Harald Gudrødsson Grenske, 976-987